# Carolina Maraini Sommaruga
Carolina Sommaruga Maraini (Lugano, 15 giugno 1869 – Savosa, 22 gennaio 1959) è stata una contessa svizzero-italiana.

## Biografia
Figlia primogenita di Giacomo e di Maria Fumagalli, sposò nell'ottobre 1889 Emilio Maraini. Quando il marito viene eletto deputato del Regno d'Italia i due si trasferiscono a Roma nel palazzo oggi conosciuto come Villa Maraini. Nel 1946, Carolina dona la villa alla Confederazione elvetica: dal 1947 qui c'è la sede della Fondazione dell'Istituto Svizzero di Roma
Il titolo di contessa le venne dato da re Vittorio Emanuele III.